# دشت‌خوان کارو
دشت‌خوان کارو (نام علمی: Eremomela gregalis) نام یک گونه از سرده دشت‌خوان است.